# Joseph Maurice Pambet
 (août 2015).
Joseph Maurice Pambet (13 mars 1854 – 6 janvier 1916) était un général d'armée français.

## Biographie
Il est volontaire pour le service en 1872, Pambet réussit l'exament de l'École spéciale militaire de Saint-Cyr et servit avec un nombre de régiments d'infanterie de ligne et d'infanterie légère, atteignant le rang de capitaine en 1885. Ayant suivi l'École militaire, il devient adjudant de son régiment et ensuite un aide de généraux de brigade et de division. Retournant au service comme chef de bataillon, il commença un service de neuf ans en Tunisie à partir de 1896.
Quittant la Tunisie en 1905, Pambet acquit son premier commandement, pour un régiment d'infanterie, avant de devenir gouverneur militaire de Marseille. Un nombre de commandements de brigade et de région suivirent avant qu'il soit nommé commandant de la 22e division d'infanterie et général de division en 1912. Il garda le commandement de la 22e division lors de l'éclatement de la Première Guerre mondiale et la conduisit dans de nombreuses batailles du début de la guerre. Après une piètre prestation dans la traversée d'une rivière lors de la première bataille de Picardie, il fut relevé de son commandement par le général Foch pour son "manque d'élan". Pambet fut placé dans la réserve et fut assistant au commandement de la 12e région militaire. C'est à ce moment-là qu'il fut tué dans un accident de voiture à Plaisance (Dordogne) le 6 janvier 1916.

## Jeunesse
Joseph Maurice Pambet est né le 13 mars 1854 de Pierre Eduard Elisa Pambet et de Mathilde Baudot Pambet à Commercy, Meuse. Son père travaillait au cadastre de Ligny-en-Barrois. Pambet s'est porté volontaire pour le service militaire à la mairie de Langres le 15 novembre 1872, à  18 ans. Neuf jours plus tard, il est nommé cadet de l'École Spéciale Militaire de Saint-Cyr, promotion du Shah (1872-1874) . Pambet a été promu cadet senior le 5 avril 1874, et se classera à la sortie de l'école, 122e sur 304 élèves classés. Il est  nommé au grade de sous-lieutenant le 1er octobre 1874 et affecté au  10e Bataillon de Chasseurs à pied .